# 本通停留場
本通停留場（日语：／ Hondori teiryūjō */?），又稱本通電車站，是位於廣島縣廣島市中區本通，廣島電鐵宇品線的電車站。車站編號為U1。
電車站位於廣島市中心市街地，有許多乘客會來自廣島本通商店街而造成非常繁忙。同時為廣電宇品線主要電車站。

## 歷史
在1912年（大正元年），宇品線紙屋町至御幸橋之間開通，此電車站啟用。當時電車站名稱為革屋町停留場（日语：／）。此電車站在太平洋戰爭下的1944年（昭和19年）暫停營業。隨後經歷廣島市被投下原子彈後，於路線重開時（1945年（昭和20年）9月12日）重啟。
在1965年（昭和40年）4月1日，隨著廣島市內部分町名進行變更，革屋町改名為本通。而此電車站改名為本通。
- 1912年（大正元年）11月23日 - 宇品線紙屋町至御幸橋之間開通，此電車站啟用。當時電車站名為革屋町停留場[1]。
- 1944年（昭和19年）6月10日 - 電車站暫停營業[1]。
- 1945年（昭和20年）9月12日 - 宇品線紙屋町至電鐵前之間於被原子彈爆炸後重開，此電車站重開[1]。
- 1965年（昭和40年）4月1日 - 隨著町名改名，此電車站也改名為本通停留場[1][3]。
- 2012年（平成24年）12月20日 - 於9月動工的電車站改善工程完成[5]。

## 電車站構造
電車站是建造在共用行車道上。電車站設有2面2線的相對式低地台月台（千鳥式月台），路線向南北兩邊延伸，月台之間設有路口。路口北邊是廣島港方向的下行月台，南邊是紙屋町和本線方向的上行月台。月台之間為本通路口與行人通路處。
此電車站通常沒有車站職員當值。但是在舉行花節和廣島夢港煙花大會時會有車站職員於此站負責收取車費和車票。另外，此站在多乘客時期，會有許多乘客使用電車站。在2012年（平成24年）9月至12月之間進行了電車站改善工程。把月台延長5.6米、月台寬度擴寬0.3米，月台上蓋覆蓋至整個月台。考慮到輪椅人士使用電車站，在工程中把電車站變成無障礙環境。

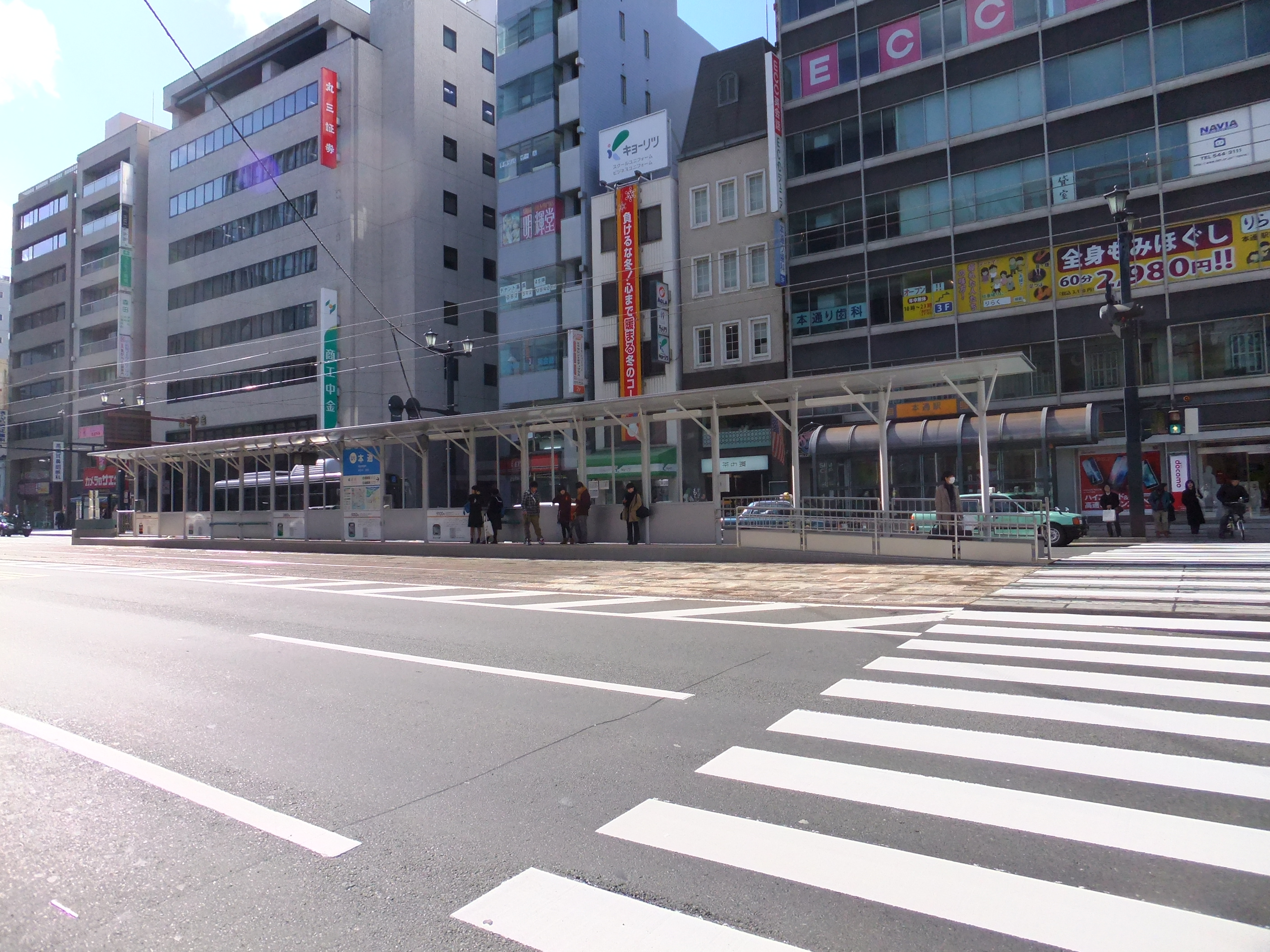
紙屋町方向月台
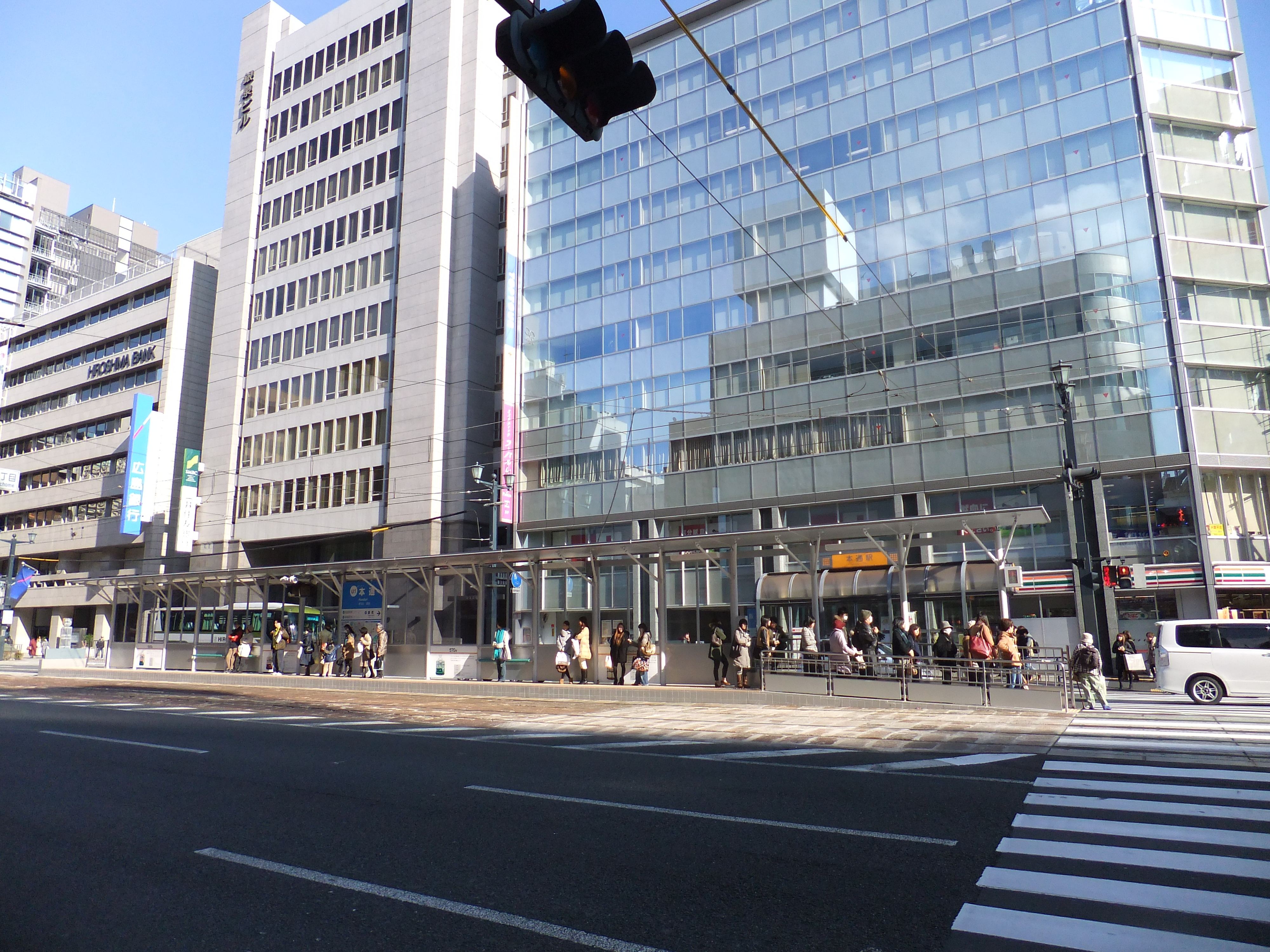
廣島港方向月台
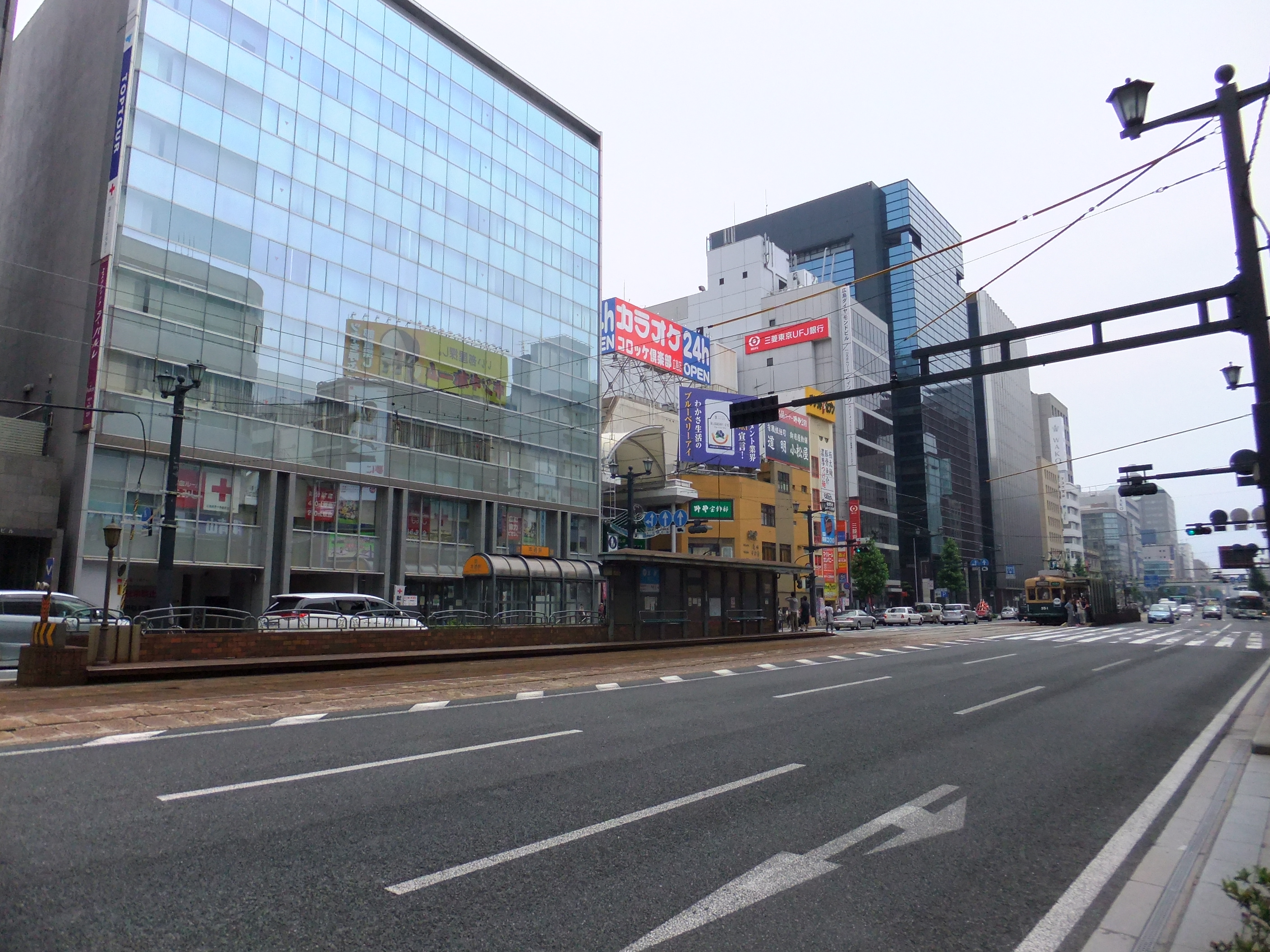
在改善工程前的電車站全景（2012年6月）
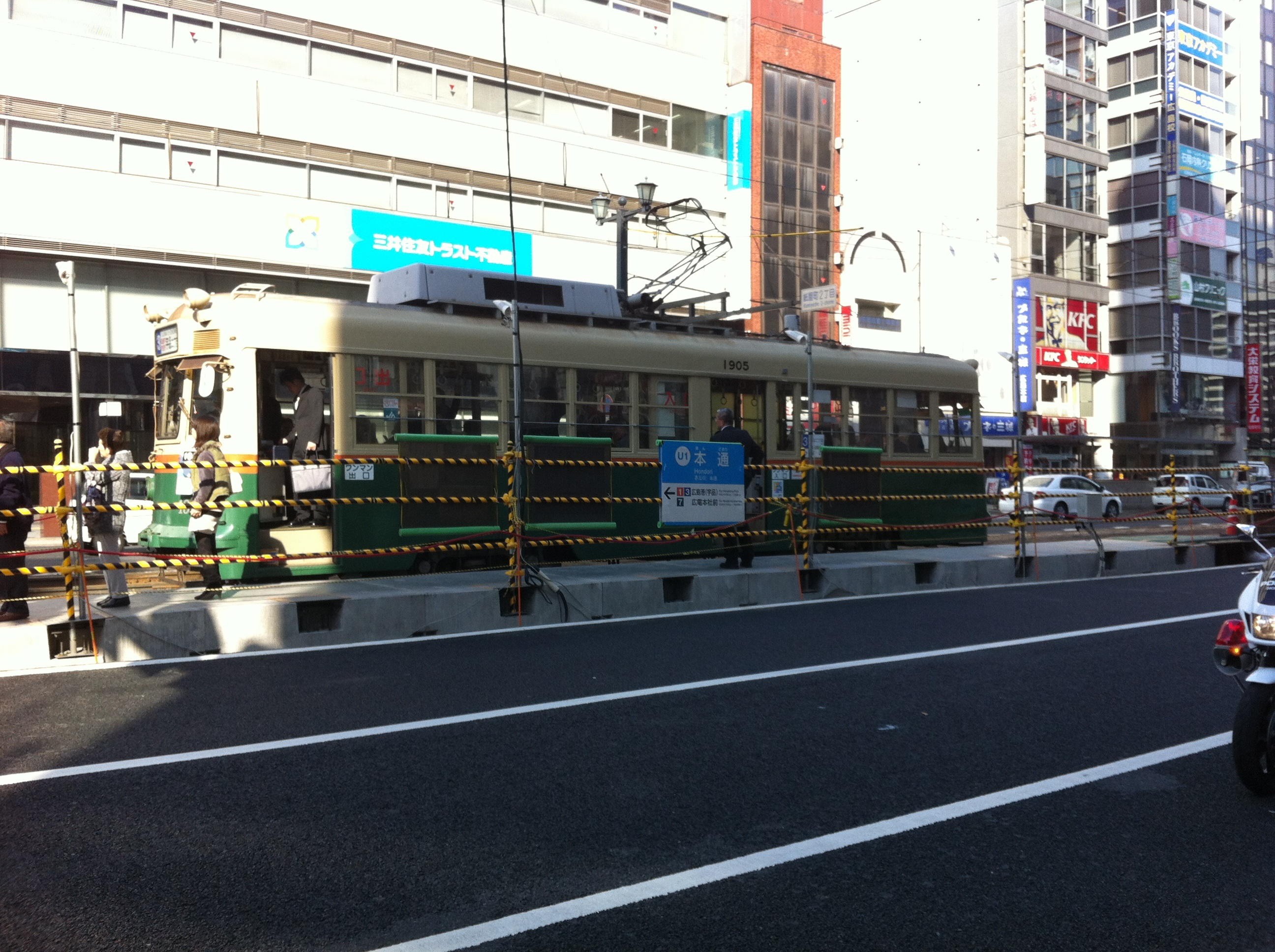
在進行改善工程中的臨時月台（廣島港方向，2012年11月6日）

### 運行系統
此電車站是宇品線電車站之一。0、1、3、7系統會駛入此站。此電車站是廣島電鐵指定電車轉乘站之一，乘客可在此電車站轉乘另一架不同方向的電車。另外，北邊的紙屋町（東、西）停留場在2016年（平成28年）1月16日起，於轉乘制度上視為同一電車站，因此乘客可前往上述兩電車站轉乘電車。
| 下行月台 | 1號線 · 3號線 | 前往廣島港     |
| 下行月台 | 3號線         | 前往宇品二丁目 |
| 下行月台 | 0號線 · 7號線 | 前往廣電本社前 |
| 下行月台 | 0號線         | 前往日赤醫院前 |
| 上行月台 | 1號線         | 前往廣島站     |
| 上行月台 | 3號線         | 前往廣電西廣島 |
| 上行月台 | 7號線         | 前往橫川站     |

## 使用狀況
根據《廣島市統計書》，本通停留場在2000年（平成12年度）1日平均上下車人次為8,065人。

## 電車站周邊
電車站位於廣島市中心，周邊設有許多商店、金融機構。在江戶時代設有西國街道，此處為古老商業中心。
在電車站地底設有Astram線本通站，可從此電車站連接該站。
- 紙屋町Shareo（日语：紙屋町シャレオ）
- 廣島本通商店街（日语：広島本通商店街）
  - SUNMALL（日语：サンモール）
  - 廣島安徒生（日语：アンデルセン (製パン)）
- 廣島和平紀念公園（公園內有休養所（日语：レストハウス (広島市)）、原爆之子像周邊）
- 明治安田生命廣島本通大廈
  - 廣島縣紅十字血液中心（日语：赤十字血液センター）本通出張所
- Sofmap廣島店
- 三菱日聯銀行廣島分店
- 廣島銀行總店
- 廣島市信用組合（日语：広島市信用組合）總店
- 本通巴士站（廣電巴士（日语：広電バス）、廣島巴士（日语：広島バス）、中國JR巴士、藝陽巴士（日语：芸陽バス））

此電車站周邊曾設有Uneed廣島店、積善館·金正堂書店附近。

## 相鄰電車站
廣島電鐵
■宇品線
紙屋町東 / 紙屋町西（M9）－本通（U1）－袋町（U2）
- 前往廣島站方向的班次會停靠紙屋町東停留場，前往橫川站、廣電西廣島方向的班次會停靠紙屋町西停留場。

## 注腳
1. 1 2 3 4 5 6  《広電が走る街 今昔》150-157頁
2. ↑  今尾惠介（監修）. . 11 中国四国. 新潮社. 2009: 37. ISBN 978-4-10-790029-6.
3. 1 2  . 広島市.   [2016-08-01]. （原始内容存档于2019-07-15） （日语）.
4. ↑  《広電が走る街 今昔》68頁
5. 1 2  . 広島電鉄.   [2013-01-14]. （原始内容存档于2020-11-30） （日语）.
6. 1 2 3 4  川島令三. . 【図説】 日本の鉄道. 第7巻 広島エリア. 講談社. 2012: 8・79頁. ISBN 978-4-06-295157-9 （日语）.
7. 1 2  川島令三.  中国篇 2. 草思社. 2009: 103・108頁. ISBN 978-4-7942-1711-0.
8. ↑  . 広島電鉄.   [2016-10-06]. （原始内容存档于2019-06-05） （日语）.
9. ↑   (新闻稿). 広島電鉄. 2015年12月21日  [2016年1月16日]. （原始内容存档于2016年2月4日） （日语）.

## 外部連結
- 本通 | 電車情報：電停指南 （页面存档备份，存于）（日語） - 廣島電鐵